# Jo Güstin
Jo Güstin (/ʤɒ gys'tiːn/) est une artiste autrice multi-disciplinaire née à Douala en 1987. De nationalité d'origine camerounaise, elle est ensuite naturalisée française. Ses œuvres, représentant presque toujours des personnages queers africains, sont empreintes d'une approche féministe intersectionnelle. Elle est également humoriste, cinéaste, productrice et parolière.  

## Biographie
Née en 1987 de deux ingénieurs camerounais, Jo Güstin passe son enfance au Cameroun qu'elle quitte à quinze ans pour poursuivre ses études en France. Après deux années d'école préparatoire au Centre Madeleine Daniélou à Rueil-Malmaison, et des échanges universitaires à l'Université Keiō (au Japon) et à l'Université Technique de Munich (en Allemagne), elle est diplômée de l'école de commerce HEC Paris. Elle commence une carrière de deux ans dans le marketing et se consacre ensuite à la création littéraire et au stand-up.
En 2017, les éditions Présence Africaine publient son premier recueil de nouvelles, 9 Histoires lumineuses où le bien est le mal, consacré à mettre en lumière la banalité des violences systémiques avec une approche absurdiste et nihiliste de la morale.
L'idée de son roman comique autobiographique Ah Sissi, il faut souffrir pour être française !, publié en 2019 dans la même maison d'édition, naît alors que, en France depuis 14 ans et naturalisée Française, l'autrice est confrontée à des questions montrant qu'elle n'est pas encore considérée comme une Française. Jo Güstin recueille alors des témoignages de femmes racisées, nées en France ou non, de nationalité française ou non, pour tenter de comprendre ce qui ferait d'elle une Française. Elle relate son processus d'écriture dans ce roman dans le roman, à travers le personnage de Sissi Lama, une humoriste en herbe qui rédige la trame de son premier livre On est en France, ici, à partir des propos de ses amies transgenres, musulmanes, grosses, métisses, albinos, etc. Les thèmes abordés avec un humour noir dans ce livre sont : l'identité nationale, l'islamophobie, l'immigration, la misogynoir, la grossophobie, le racisme systémique, le néo-colonialisme, etc.
Jo Güstin reçoit l'Out d’or de la Révélation numérique en 2021 pour sa série radiophonique « Contes et légendes du Queeristan » (renommée depuis 2023, Contes et légendes du Queeriqoo).

### Série radiophonique
- Contes et légendes du Queeriqoo[4]

### Nouvelles
- 2017 : 9 Histoires lumineuses où le bien est le mal, Présence Africaine, 131 p., (ISBN 978-2-7087-0905-8)

### Romans et récits
- 2019 : Ah Sissi, il faut souffrir pour être française !, Présence Africaine, (ISBN 9782708709324)[1].

### Scénarios
- 2021 : H24 (série télévisée) - épisode 6, "12h - Le Cri défendu"
- 2022 : Blynk & Aazoo (série télévisée) - saison 2, épisode "Where Do Birds Go At Night?" (TVOkids)
- 2022 : Don't Text Your Ex (court-métrage)
- 2022 : Speech Sounds (série radiophonique) - épisode 4, "Our Aesthetic: Celebration of Black Sound" (Hush Harbour Press)
- 2022 : Regarde le soleil s'envoler (court-métrage) d'Ania Jamila (Sahkosh Prod.)